# Louis Busière
Louis Joseph Arthur Busière, né à Denain le 19 septembre 1880 et mort à Savigny-sur-Orge le 24 septembre 1960, est un graveur au burin et lithographe français.

## Biographie
Élève de Léon Bonnat, Félix Bracquemond et Jules Jacquet, il expose dès 1896 au Salon des artistes français où il obtient une médaille de 1re classe en 1911 et une médaille d'honneur en 1914, année où il passe en hors-concours. Pensionnaire de l'Académie de France à Rome de 1898 à 1904, en 1904, il reçoit le prix de Rome de gravure. 
Ses œuvres sont conservées, entre autres, au Petit-Palais et à la Royal Academy de Londres. 
Une rue de Denain porte son nom.

## Ouvrages illustrés de gravures
- J.-H. Rosny, Bérénice de Judée, aquarelles de Léonce de Joncières en eaux-fortes, Romagnol, 1906.